# Draganić (plemstvo)
Draganić (Dragani, Draganich, de Draganis), šibenska plemićka obitelj. Postoji vjerojatnost da potječu od roda Šubića, ali ta pretpostavka nije dokazana. U 18. stoljeću prezimenu su, na osnovu ženidbe, dodali prezime šibenske plemićke obitelji Vrančić, nakon čega je osnovana plemićka obitelj Draganić Vrančić.

## Obiteljska povijest
U starim rodoslovljima navodi se kao rodonačelnik obitelj izvjesni Vuk, koji je imao sina Goluba i unuka Dragana (Dragojlo), prema kojemu je nazvana obitelj. Krajem 14. stoljeća istaknuo se Mihovil Draganić koji je bio više put šibenski izaslanik. Tako je 1384. godine bio izaslanik hrvatskom banu Stjepanu II. Lackoviću, a 1409. godine izabranom šibenskom knezu Ivanišu Nelipčiću. Njegov brat Stjepan je bio pouzdanik hrvatsko-ugarskog kralja Ladislava Napuljskog, koji mu je darovao više posjeda na području nekadašnje Lučke županije i u okolici grada Šibenika.
Članovi obitelji su obavljali brojne gradske službe i dužnosti tijekom srednjeg vijeka (sindici, suci, izaslanici, soprakomiti, gradski rektori, odvjetnici...). Petar Draganić je početkom 16. stoljeća kupio velik dio područja naselja Zlosela (danas Pirovac), gdje je 1505. godine dao izgraditi kulu i bedeme do mora, a sljedeće su godine dali izgraditi crkvu Sv. Jurja u tom mjestu. Godine 1511. Petar je darovao franjevcima konventualcima crkvu i kuću na otočiću Sustipancu u uvali Makirina kraj Zlosela i podigao im samostan koji je djelovao do 19. stoljeća.
Godine 1647. sudjelovao je Frano († 1676.), Nikolin sin, kao kapetan konjaničkog odreda u obrani Šibenika od osmanske opsade, a borio se protiv Turaka i kod Drniša i Knina 1648. godine te je iste godine bio promaknut u čin pukovnika. Franina su braća, Nikola Mihovil († 1660.) i Ivan također ostvarila istaknute vojne karijere. Prvi je dobio od Mlečana naslov cavaliere i poginuo je na otoku Kreti u borbi protiv Osmanlija, dok je drugi brat bio pukovnik mletačkoga konjaništva.
Godine 1737. oženio se Frano Draganić Margaretom, kćerkom konta Antuna Vrančića, koja je bila posljednji odvjetak svog roda. Poslije smrti njenog oca, Frano je 1743. godine, na osnovu ranijeg ugovora, pridodao svom prezimenu njeno te se njegova obitelj otada prozvala Draganić Vrančić. Time je stekao i posjede Vrančića na otočiću Tijat, u Šibeniku, na Zlarinu i u Prvić Šepurinama na otoku Prviću.
Kazimir Draganić Vrančić se isticao za vrijeme prve austrijske uprave u Dalmaciji (1797. – 1805.) kao pristaša sjedinjenja Dalmacije s Hrvatskom. Za vrijeme francuske uprave u Dalmaciji bio je gradski vijećnik i član slobodnozidarske lože u Šibeniku.
Obitelj je dobila potvrdu austrijskog plemstva 1848. godine, ali je nakon nekoliko godina bila poništena, da bi je ponovno dobili 1858. godine.